# قطعنامه ۱۹۴۷ شورای امنیت
قطعنامه  ۱۹۴۷ شورای امنیت سازمان ملل متحد که در تاریخ ۲۹ اکتبر ۲۰۱۰ تصویب شد، سندی بین‌المللی دربارهٔ ایجاد صلح پس از درگیری است. این قطعنامه طی نشست ۶۴۱۴ام با ۱۵ رای موافق، ۰ مخالف و ۰ ممتنع تصویب شد.